# آندریا آگیلرا
آندریا ویکتوریا آگیلرا پاردس (اسپانیایی: Andrea Victoria Aguilera Paredes‎؛ زاده ۲۷ آوریل ۲۰۰۱) مدل و ملکه زیبایی اهل اکوادور است. او عنوان دوشیزه سوپرنشنال ۲۰۲۳ را به دست آورد.
قبلاً برنده دوشیزه گرند اکوادور ۲۰۲۱ و نماینده اکوادور در مسابقه دوشیزه گرند اینترنشنال ۲۰۲۱ بود که در آنجا نایب قهرمان اول شد.